# Adão Domiciano
Adão Domiciano Pinto (Ecoporanga, 1969) é um pintor brasileiro.

## Biografia e careira
Domiciano nasceu em 1969 e é natural de Ecoporanga, no Espírito Santo, mas mora em Cuiabá desde os seis anos de idade.
Chega em Cuiabá em 1980 e, a partir daí, inicia sua trajetória artística.
Conheceu o Ateliê Livre da Universidade Federal de Mato Grosso (UFMT) em 1982, em seguida, começou a participar de exposições coletivas e do Salão Jovem Arte Mato-grossense.
O artista produz obras de diversos tamanho, porém demonstra preferência pelas telas pequenas, onde prevalecem as cores quentes e o uso de pincéis finos, com traços e contornos bastante detalhados.